# Paul Wesley
Paul Wesley, pe numele său adevărat Paweł Tomasz Wasilewski (n. 23 iulie 1982, New Brunswick, New Jersey) este un actor american, cunoscut publicului datorită rolului Stefan Salvatore din Jurnalele Vampirilor, dar și ca Aaron Corbett din mini-seria Fallen.

## Începuturi
Paul Wesley s-a născut în New Brunswick, New Jersey din părinții polonezi Agnieszka și Tomasz Wasilewski și a crescut în Marlboro Township, New Jersey. Are o soră mai mare, Monika, și două surori mai mici, Julia și Leah. Alaturi de limba engleză, vorbește fluent și poloneză, petrecând câte 4 luni pe an în Polonia, până la vârsta de 16 ani.
Wesley a urmat cursurile facultății Christian Brother Academy în Lincraft, New Jersey și Marlboro School. În timpul liceului a făcut parte din distribuția serialului Guiding Lights, interepretându-l pe Max Nickerson. S-a transferat de la liceul Marlboro High School la Lacewood Prep School în Howell, New Jersey, pentru că această școală i-a oferit posibilitatea  de a-și desfășura în orarul în funcție de îndatoririle sale ca și actor. A absolvit  în 2000 și apoi a început cursurile la Rutgers University în New Jersey, dar numai după un semestru, cu acordul părinților săi a renunțat în detrimentul unei cariere în cinematografice.

## Carieră
În 2005 a început să folosească numele de Wesley. Când a fost întrebat de ce a ales să schimbe numele acesta a răspuns: Numele meu e foarte greu de pronunțat. Mi-am întrebat familia dacă îmi permite să îl schimb, aceștia au fost de acord, și acest lucru se pare că mi-a fost benefic în carieră.
Paul Wesley a jucat în serialele: 24, 8 Simple Rules The Vampire Diaries American Dream, Army Wives, Cane, Everwood, Guiding Light, Smallville, The O.C și Wolf Lake. A mai apărut în alături de Amber Tamblyn în The Russel Girl și a fost protagonistul mini-seriei Fallen.
Paul Wesley poate fi urmărit în rolul lui Stefan Salvatore, în serialul Jurnalele Vampirilor.
În vara anului 2018 a fost confirmată prezența lui Paul in noul serial TV "Tell me a story".

## Viața personală
Adoră să joace hochei pe gheață și să facă snowboarding. De asemenea, este înteresat de regie și scenariu. Paul Wesley s-a căsătorit cu Torrey De Vitto, actrița din Pretty Little Liars, în 2010, dar în luna iulie 2013 a fost anunțat divorțul celor doi. Din iulie 2013 se întâlnește cu actrița Phoebe Tonkin. După 4 ani de relație cei doi s-au despărțit. În primăvara lui 2019 Paul s-a căsătorit cu Ines de Ramon